# Barricade
Pour les articles homonymes, voir Barricade (homonymie).

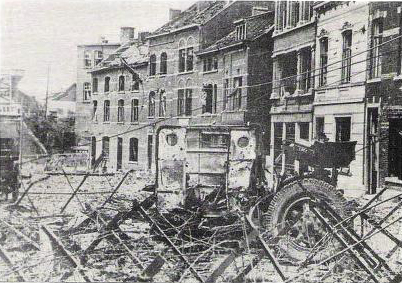
Barricades à Louvain (Belgique) en 1940, lors de la campagne des 18 jours.

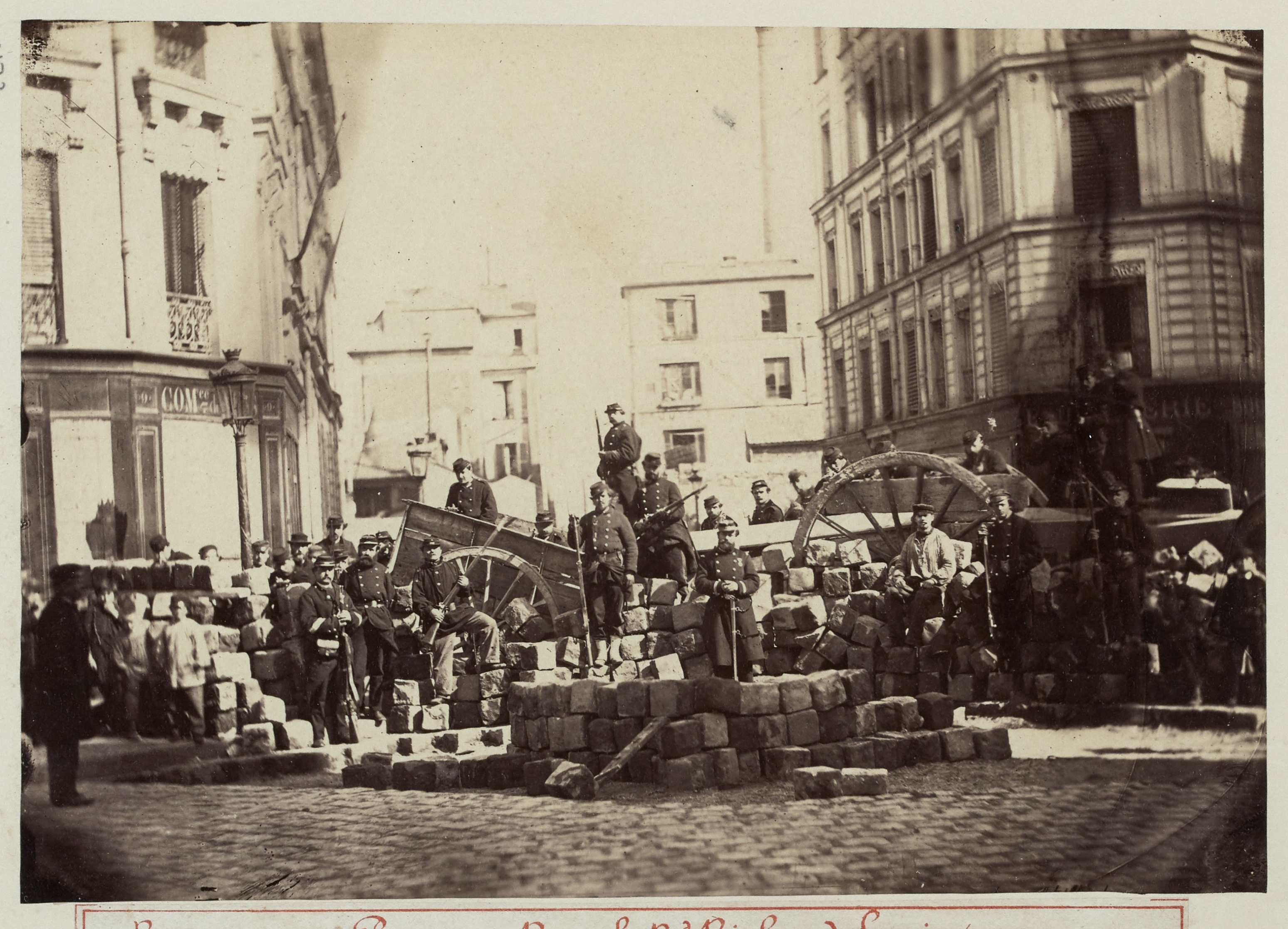
Barricade tenue par des Fédérés lors la Commune de Paris, 18 mars 1871.

Une barricade est, dans un contexte historique, une muraille désorganisée d'éléments, mobiliers ou non, qui a pour but de barrer une rue. Le plus souvent, une barricade est érigée au cours d'un mouvement social, d'une émeute ou d'une révolte.

## Exemples dans le monde

### En France

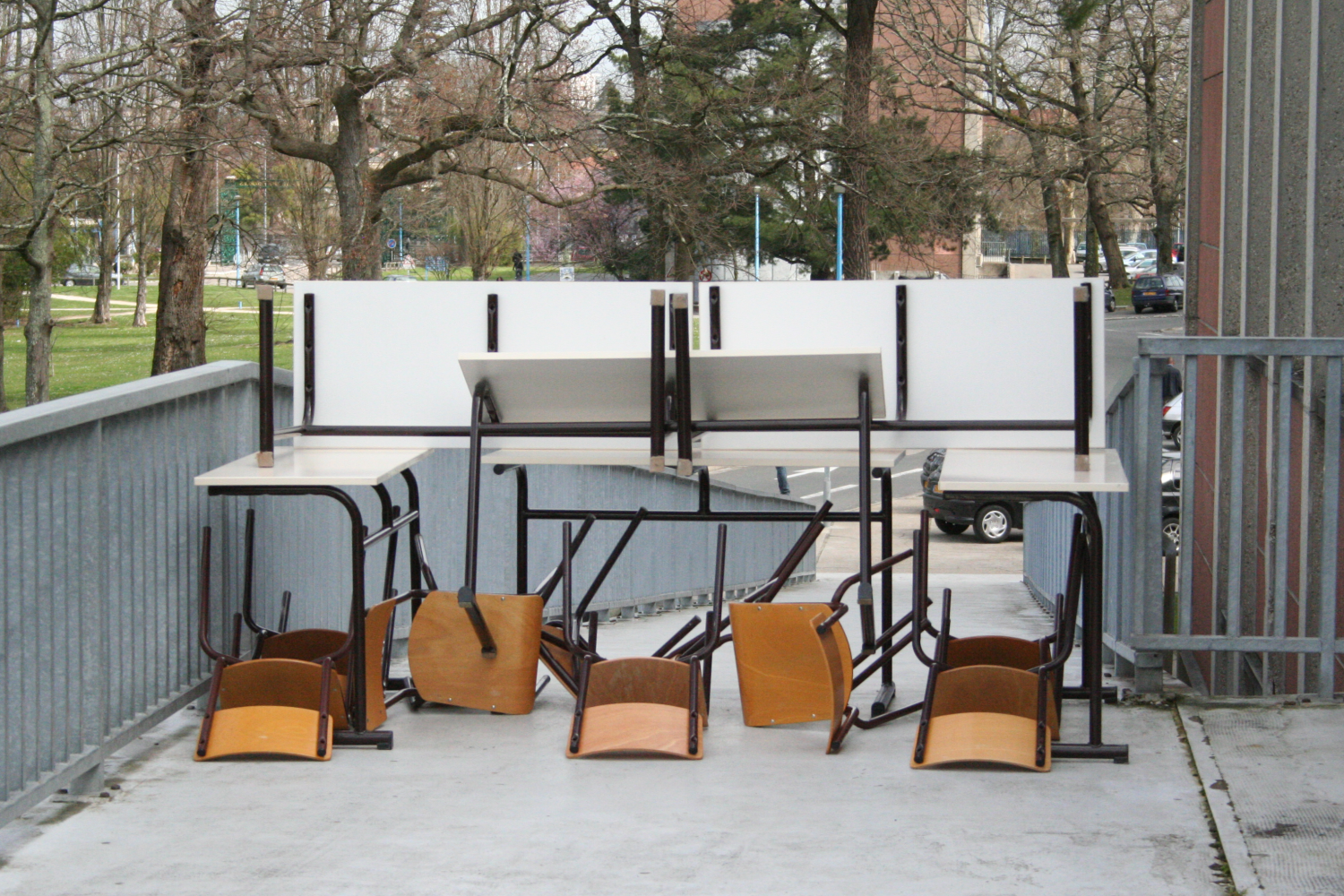
Blocage à l'université Bordeaux-I, lors de la crise du CPE en 2006.

Les barricades ont été utilisées à maintes reprises dans l'histoire de France :
- à Paris en 1588 lors de la Sainte Ligue : journée des Barricades

C'est pendant cette journée que le mot est créé en raison des barrages réalisés à partir de barriques remplies de terre ou de sable.
- à Paris en 1648 lors de la Fronde : Journée des barricades ;
- à Paris en 1830 (lors des Trois Glorieuses du 27/28/29 juillet) ;
- à Paris lors de l'insurrection républicaine à Paris en juin 1832 ;
- pendant la Révolution de 1848 ;
- pendant la Commune de Paris ;
- à la Libération de Paris, en août 1944 ;
- à Prague, barricades de Prague 1848 ;
- à Alger, en janvier 1960, pendant la semaine des barricades ;
- à Paris, durant les révoltes de mai 1968 ;
- dans toute la France durant le mouvement des Gilets jaunes.

### Au Royaume-Uni
Des barricades ont notamment été érigées par les émeutiers de Brixton en 1985.

## Dans les arts

### En littérature
- Dans les Misérables, Victor Hugo met en scène la mort de Gavroche sur les barricades de juin 1832. Il est également l'auteur du poème « Sur une barricade, au milieu des pavés » dans son recueil L'Année terrible.

### En peinture

La Liberté guidant le Peuple, d'Eugène Delacroix, 1830.